# Zbaraż (stacja kolejowa)
Zbaraż (ukr. Збараж, ros. Збараж) – stacja kolejowa w miejscowości Zbaraż, w rejonie tarnopolskim, w obwodzie tarnopolskim, na Ukrainie. Położona jest na linii Szepetówka – Tarnopol.
Stacja powstała w czasach Austro-Węgier. Przed I wojną światową była stacją końcową linii od strony Tarnopola.

## Bibliografia

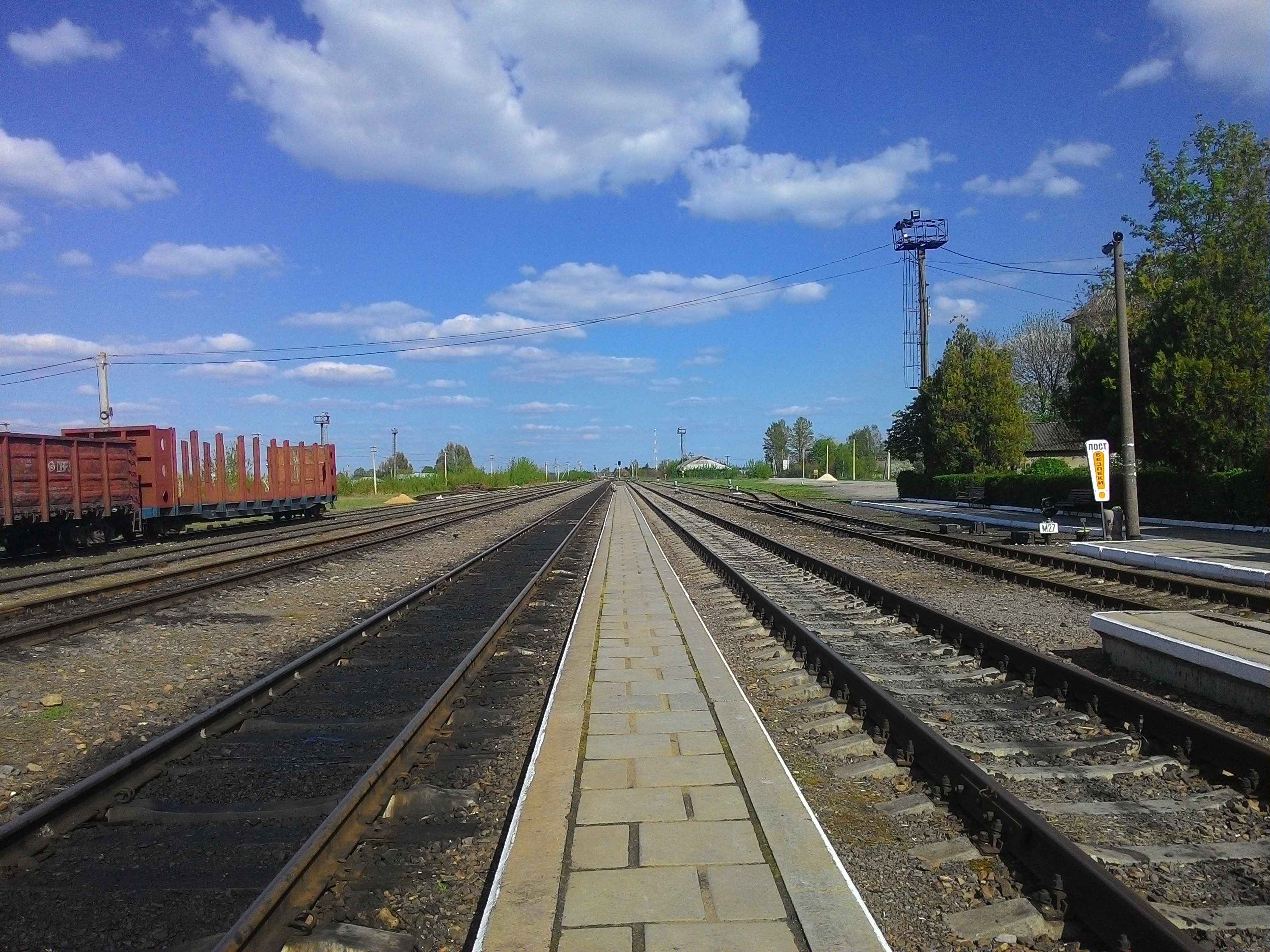
Widok w stronę Łanowców